# Större dammussla

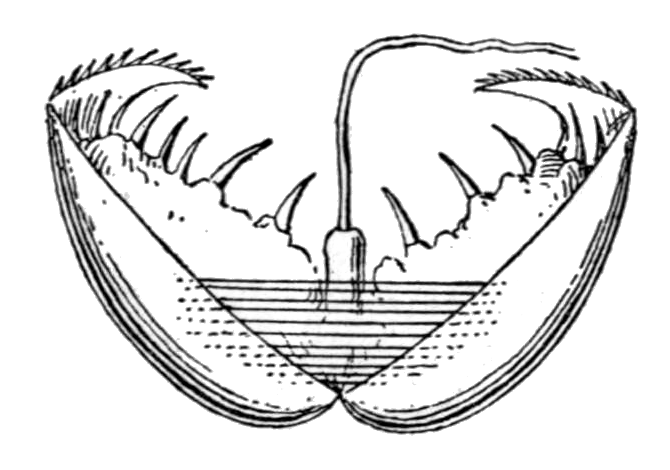

Större dammussla (tidigare stor dammussla) (Anodonta cygnea) är en mussla i släktet anodonta. Arten är tämligen sällsynt. Spridda förekomster finns från Skåne till södra Gästrikland och sydöstra Dalarna. Större dammussla lever huvudsakligen i sjöar och dammar men ibland även i lugna delar av vattendrag. Den finns huvudsakligen på mjukbottnar med slam, på djup ner till 20 m.
Skalet är långsträckt och ganska brett i omkrets. Musslan når vanligtvis en längd av 12-16 cm (men kan i undantagsfall överstiga 20 cm). Exemplar från strömmande vatten blir inte lika stora som de i sjöar. Skalfärgen är som regel gul-olivbrun, men har ibland också matta gröntoner. Skalets över- och underkant är oftast parallella. Mjukdelarnas (sifoner och foten) färg går ofta i rosa-orange. 
Den större dammusslan ingår i gruppen stormusslor.

Höger klaff
Vänster klaff